# Kingston (Kent)
Pour les articles homonymes, voir Kingston.

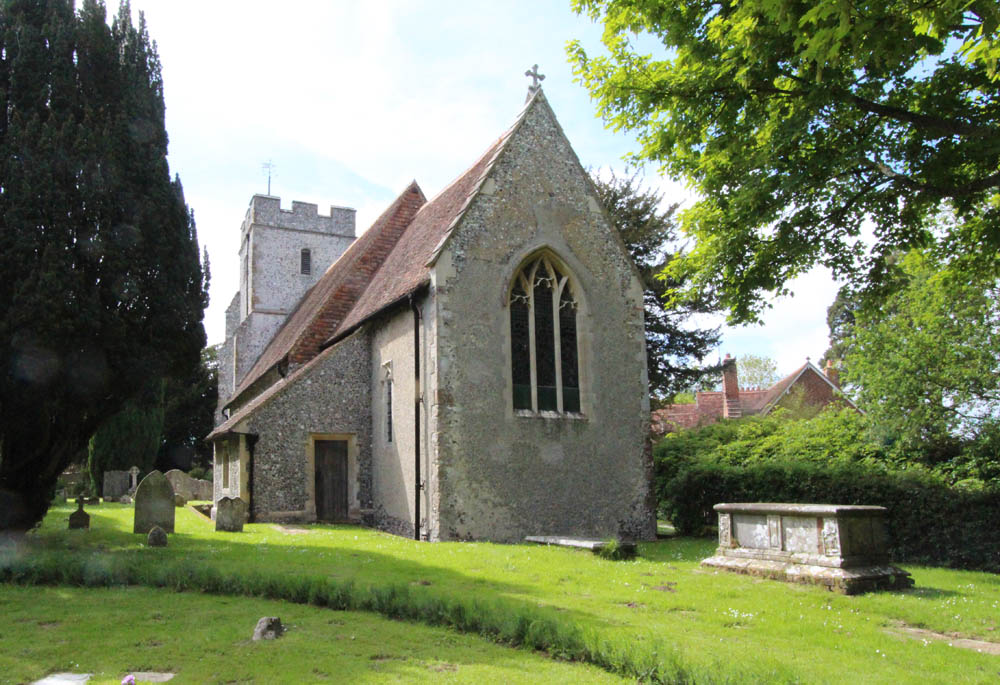
Église St Giles de Kingston.

Kingston est un village anglais du district de Canterbury, dans le Kent. Le village est situé à 5 miles au sud-est du centre-ville de Canterbury, au bord des North Downs.